# Chasing Amy
Chasing Amy (Persiguiendo a Amy en España, Mi pareja equivocada en Hispanoamérica) es una película estadounidense de 1997 escrita y dirigida por Kevin Smith. La película está inspirada en la experiencia personal del director con la protagonista femenina, Joey Lauren Adams.

## Argumento
Los artistas de cómics y mejores amigos de toda la vida, Holden McNeil y Banky Edwards, se encuentran con su colega artista de cómics Alyssa Jones en una convención de cómics, donde están promocionando su cómic Bluntman y Chronic.  Holden se siente inmediatamente atraído por Alyssa y pronto descubre que es lesbiana.  Los dos comienzan a pasar tiempo juntos y se desarrolla una profunda amistad.  Holden finalmente le confiesa su amor a Alyssa.  Inicialmente ella está enojada con él, pero esa noche duermen juntos y comienzan una relación romántica.
Este nuevo acontecimiento empeora las cosas entre Holden y Banky, ya que Banky está resentido con Alyssa por interponerse entre él y su mejor amigo.  Banky descubre suciedad sobre el pasado de Alyssa y le dice a Holden que Alyssa una vez participó en un trío con dos hombres.  Esto molesta a Holden, quien creía que él era el único hombre con el que Alyssa se había acostado, y torpemente intenta hacerla confesar, lo que lleva a una discusión.  Ella, enojada, confirma el trío pero se niega a disculparse por sus experiencias sexuales pasadas y quiere continuar su relación.  Holden se va sintiéndose inseguro.
Más tarde, mientras Holden almuerza con Jay y Silent Bob, Silent Bob revela que una vez tuvo una relación similar a la de Holden.  Aunque amaba a su novia Amy, su promiscuidad pasada le hizo terminar la relación.  Más tarde, arrepintiéndose, dice que ha "pasado todos los días desde entonces persiguiendo a Amy, por así decirlo".
Conmovido por la historia de Silent Bob, Holden idea un plan para arreglar tanto su relación con Alyssa como su distanciada amistad con Banky.  Los invita y le dice a Alyssa que le gustaría superar su pasado y seguir siendo su novio, mientras le dice a Banky que se da cuenta de que Banky es gay y está enamorado de Holden, proponiendo un trío.  Aunque inicialmente se sorprende, Banky acepta participar, pero Alyssa se niega, razonando que eso no salvará su relación y que la propuesta es ofensiva.  Alyssa y Banky se van.
Un año después, tanto Banky como Alyssa están ocupados promocionando sus respectivos cómics en una convención.  Se revela que Holden y Banky disolvieron su sociedad de Bluntman y Chronic, cuyos derechos ahora posee exclusivamente Banky.  Banky sonríe con tristeza al ver a Holden, quien en silencio lo felicita por el éxito de su propio cómic en solitario.  Banky señala un stand presentado por Alyssa y anima a Holden a hablar con ella.  Durante su breve y emotiva conversación, Holden le regala una copia de Chasing Amy, su nuevo cómic basado en su relación.  Después de que Holden se va, llega la nueva novia de Alyssa y le pregunta con quién estaba hablando.  Sonriendo y con los ojos llorosos, Alyssa responde: "Oh, solo un chico que conocía".

## Reparto
- Ben Affleck: Holden McNeil
- Joey Lauren Adams: Alyssa Jones
- Jason Lee: Banky Edwards
- Dwight Ewell: Hooper X
- Jason Mewes: Jay
- Kevin Smith: Bob El Silencioso

## Premios
- Ganó el premio Independent Spirit Award al mejor guion (Kevin Smith) y mejor actor secundario (Jason Lee). Fue nominada a la mejor realización.

- Nominada como mejor película independiente extranjera por los British Independent Film Awards

- Joey Lauren Adams fue nominada al Globo de Oro.

- Joey Lauren Adams ganó el premio de la Asociación de críticos de Chicago como mejor actriz revelación.

## Curiosidades
- Durante la película se hacen innumerables referencias a las anteriores películas de Kevin Smith (Clerks y Mallrats) ambientadas en Nueva Jersey. Mencionando en varias conversaciones nombres de personajes de las mismas o incluso historias acontecidas en las primeras películas del director.

- La compañía fundada por los hermanos Weinstein, Miramax quería en un principio a actores más conocidos para el filme, y los elegidos fueron Jon Stewart, David Schwimmer y Drew Barrymore. Finalmente, Kevin Smith convenció a la productora para tener su casting soñado.

- El dibujante de cómics Mike Allred hace un cameo al principio de la película.

- En la película hay un homenaje a Tiburón, en la escena en que Jason Lee y Joey Lauren Adams hablan en un local sobre las diferentes cicatrices que tienen debido a malas experiencias sexuales. En el filme Tiburón las cicatrices han sido producidas por mordeduras de tiburones.

- Fuera de la pantalla, Kevin Smith publicó tres números sobre los personajes de las novelas gráficas de Banky y Holden, a través del sello Image Comics.

- Para realizar la película, Kevin Smith contó con un bajo presupuesto de 250.000 dólares y el rodaje duró aproximadamente 20 días de grabación.

- En una entrevista para Rolling Stone, Chris Rock afirmó que se trataba de su película favorita. Entonces Kevin Smith le invitó a aparecer en su siguiente película, Dogma.

## Crítica
La crítica en general fue muy positiva. Muchos consideran Persiguiendo a Amy la mejor película de Kevin Smith por no ser únicamente una película romántica juvenil sino una reflexión sobre el daño que pueden hacer los prejuicios y sobre no dejar pasar las oportunidades que se nos presentan por miedo o inseguridades personales.

## Localizaciones
Broad Street con Mechanic Street - Red Bank, NJ: Jacks Music Shoppe, la casa de Holden y Banky, la tienda de cómics de Kevin Smith, la calle donde Holden y Alyssa se pelean bajo la lluvia.
Victory Park - Red Bank, NJ: El parque de los columpios.
Leonardo, NJ: Quickstop, Marina Diner (donde Alyssa le compra un cuadro a Holden)
Fotos en: http://ekifilms.blogspot.com/2006/09/eki-in-usa-2006-08-25-chasing-chasing.html
- Datos: Q40115